# 1081 (szám)
Az 1081 (római számmal: MLXXXI) az 1080 és 1082 között található természetes szám.

## A szám a matematikában
A tízes számrendszerbeli 1081-es a kettes számrendszerben 10000111001, a nyolcas számrendszerben 2071, a tizenhatos számrendszerben 439 alakban írható fel.
Az 1081 páratlan szám, összetett szám, félprím. Kanonikus alakja 231 · 471, normálalakban az 1,081 · 103 szorzattal írható fel. Négy osztója van a természetes számok halmazán, ezek növekvő sorrendben: 1, 23, 47 és 1081.
Háromszögszám, középpontos kilencszögszám.
Az 1081 ötvenhét szám valódiosztó-összegeként áll elő, ezek közül a legkisebb az 5887.

## Csillagászat
- 1081 Reseda kisbolygó